# 다압초등학교
다압초등학교는 대한민국 전라남도 광양시에 있는 공립 초등학교이다.

## 학교 연혁
다압국민학교 
- 1937년 8월 20일: 설립인가
- 1937년 9월 15일: 다압공립보통학교 개교
- 1938년 4월 1일: 다압공립심상소학교 개칭
- 1971년 3월 10일: 중학교 평준화로 구 교사 폐쇄, 해당 부지 다압중학교 설치

 다압중앙국민학교 
- 1969년 9월 6일: 다압중앙국민학교 개교
- 1993년 9월 1일: 금천분교장 병합
- 1994년 9월 1일: 신원분교장 병합

 신원국민학교 
- 1971년 3월 5일: 신원국민학교 개교

 다압북초등학교 
- 1907년 3월 5일: 사립 광동학교 설립
- 1922년 2월 1일: 금천사숙 설립
- 1933년 4월 15일: 섬거공립보통학교 부설 금천간이학교 설립

 다압초등학교 
- 1996년 3월 1일: 다압중앙국민학교, 다압초등학교로 개명

## 참고 자료
- 다압초등학교 - 한국교육학술정보원 학교알리미